# Arrhenomyza conspicua
Arrhenomyza conspicua là một loài ruồi trong họ Tachinidae.